# Onthophagus yucatanus
Onthophagus yucatanus är en skalbaggsart som beskrevs av Delgado-castillo, Peraza och Deloya 2006. Onthophagus yucatanus ingår i släktet Onthophagus och familjen bladhorningar. Inga underarter finns listade i Catalogue of Life.